# Albuch
L'Albuch è una parte nordorientale delle Alpi sveve, a ovest dell'asse della valle, dal corso superiore del Kocher e della valle del Brenz, tra Aalen a nordest, Heidenheim an der Brenz a est e Geislingen an der Steige a ovest.

## Origine del nome
In fonti scritte si trova il nome "Albuch" per la prima volta alla metà del XII secolo nella biografia del vescovo Ottone di Bamberga, opera del monaco Ebo di Michelsberg. Il nome viene interpretato anche come "Adelbuch", Bosco dei Nobili.

## Natura

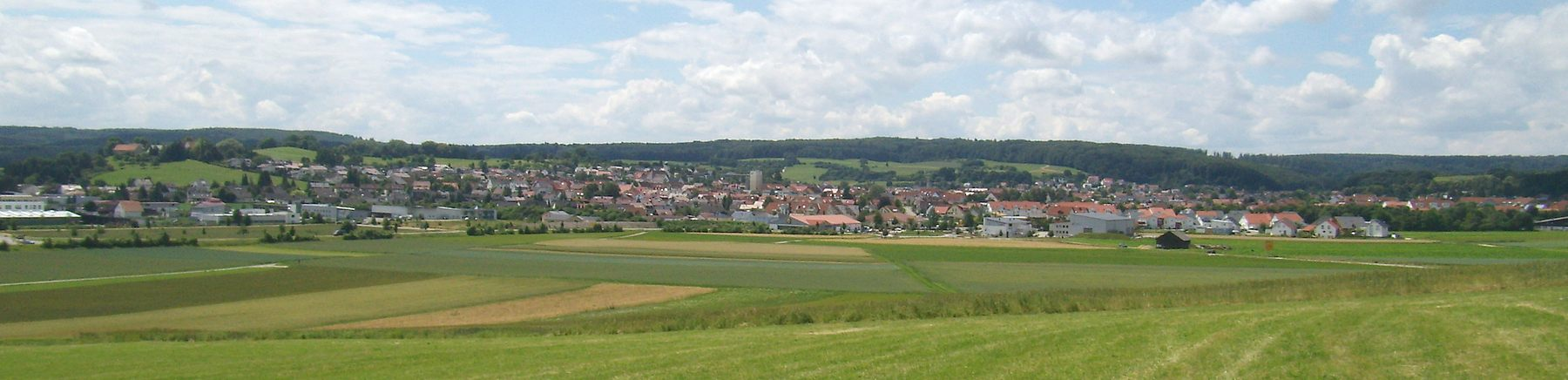
Veduta panoramica dal limite della parte settentrionale dello Steinheimer Becken con Steinheim. A sinistra il monte centrale, la catena di colline sullo sfondo rappresenta il bordo occidentale

Le caratteristiche dell'Albuch sono ampi boschi, altipiani, lande di ginepri e pendii boscosi. Nonostante il poco accogliente clima è già documentabile una precoce colonizzazione che si mostra con numerosi tumuli del tempo dei Celti.

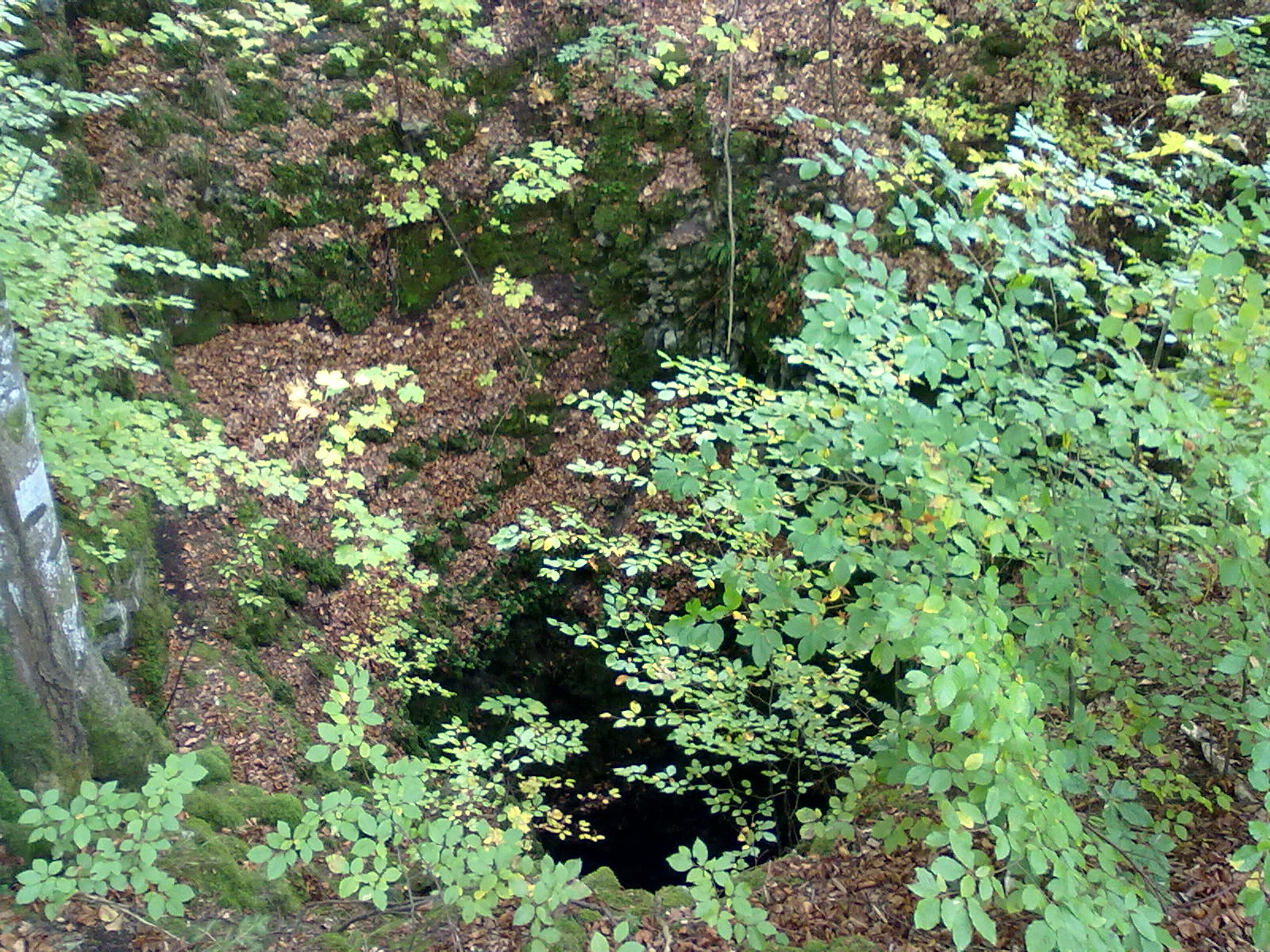
Große Wollenloch (Wollenloch profondo)

Attraverso cavità formate da vene d'acqua nel terreno calcareo si trovano numerose doline, come il Wollenloch profondo, poco prima della pendenza della valle del Kocher vicini al confine comunale tra Königsbronn e Oberkochen. Queste si riempiono in parte di acqua piovana, fungendo anche come abbeveratoi per animali selvatici e per bovini. Un'ulteriore particolarità dell'Albuch è il cratere di Steinheim, formato dalla caduta di un meteorite di circa 150 metri di diametro, avvenuta 15 milioni di anni fa.

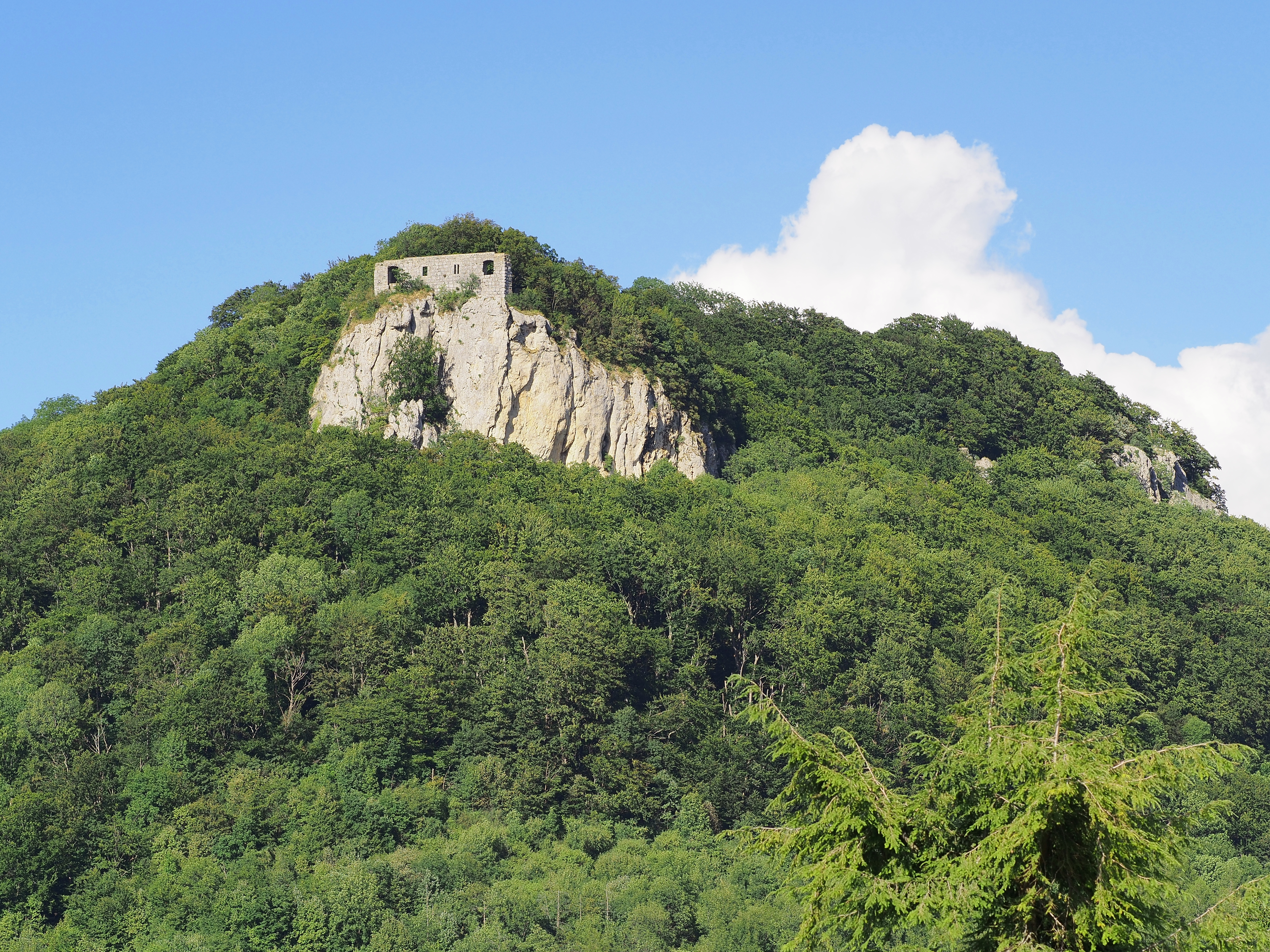
Burgruine Rosenstein

Mete allettanti sono fra le altre il Wental, una valle asciutta (cioè priva di corso d'acqua che la percorre) con accumulo di bizzarre formazioni calcaree e l'Albtrauf, il bordo occidentale dell'altopiano, dal quale si possono ammirare grandiosi panorami sui Tre Kaiserberge: Monte Hohenstaufen, Stuifen e Monte Rechberg. Uno di questi punti panoramici è il Burgruine Rosenstein, sull'omonimo monte, sopra la città di Heubach.

## Località sull'Albuch
- Lauterburg
- Bartholomä
- Steinheim am Albuch
- Zang (Königsbronn)
- Gerstetten
- Dettingen am Albuch
- Söhnstetten
- Böhmenkirch
- Gussenstadt